# باشگاه فوتبال شانگهای گرینلند شنهوا
باشگاه فوتبال شانگهای شنهوآ (به چینی: 上海申花足球俱乐部) یک باشگاه فوتبال در شهر شانگهای در کشور چین می‌باشد که در سوپر لیگ فوتبال چین بازی می‌کند.
این باشگاه در تاریخ ۱۹۵۱ تأسیس شده‌است.

## افتخارات
افتخارات این باشگاه در تمامی ادوار به شرح زیر است:

### داخلی
- Chinese Jia-A League/سوپر لیگ فوتبال چین

قهرمان (۳): ۱۹۶۱، ۱۹۶۲، ۱۹۹۵،
- جام حذفی فوتبال چین

قهرمان (۵): ۱۹۵۶، ۱۹۹۱، ۱۹۹۸، ۲۰۱۷، ۲۰۲۳
- سوپر جام فوتبال چین

قهرمان (۳): ۱۹۹۵، ۱۹۹۸، ۲۰۰۱

## بازیکنان برجسته
- کریستیان پرز
- دو وی
- وانگ دالی
- گائو لین
- مارک میلیگان
- وو شی
- جوئل گریفیتس
- نیکولا آنلکا
- دیدیه دروگبا
- پائولو آندره
- پائولو هنریکه
- آورام پاپادوپولوس
- محمد سیسوکو
- تیم کیهیل
- دمبا با
- اوبافمی مارتینس
- فردی گوارین
- کارلوس توس